# کشتن یک بچه
کشتن یک بچه (سوئدی: Att döda ett barn) یک فیلم درام در ژانر سوئدی به کارگردانی الکساندر اسکاشگورد است که در سال ۲۰۰۳ منتشر شد. از بازیگران آن می‌توان به والتر اسکاشگورد اشاره کرد. این فیلم بر پایهٔ رمانی به همین نام اثر استیگ داگرمن ساخته شد.